# Droit libanais
Le droit libanais est l'ensemble des normes constitutionnelles et législatives s'appliquant au Liban. Ces normes sont basées sur le droit civil français.

## Sources du droit

### Constitution
La Constitution est la norme suprême du Liban, dont la primauté est garantie par le Conseil constitutionnel.

### Droit international
L'article 52 de la Constitution dispose que les traités sont négociés par le président de la République et ratifiés par l'accord du Conseil des ministres.

### Législation
Le pouvoir législatif est confié à l'Assemblée nationale qui détient, avec le Conseil des ministres, l'initiative législative.

## Sources

## Compléments